# LX Возничего
LX Возничего (лат. LX Aurigae) — двойная затменная переменная звезда типа Алголя (EA) в созвездии Возничего на расстоянии (вычисленном из значения параллакса) приблизительно 14907 световых лет (около 4570 парсеков) от Солнца. Видимая звёздная величина звезды — от +15,7m до +14m. Орбитальный период — около 2,8969 суток.

## Характеристики
Первый компонент — жёлто-белая звезда спектрального класса F. Эффективная температура — около 6502 К.